# Tanya Franks
Tanya Christine Franks (Plumstead, 16 augustus 1967) is een Britse actrice, filmproducente en scenarioschrijfster.

## Biografie
Franks begon in 1986 als actrice in het theater waar zij in diverse theatervoorstelling heeft opgetreden.
Franks begon in 2000 met acteren voor televisie in de televisieserie Family Affairs, hierin speelde zij in de rol van Karen Ellis in 147 afleveringen (2000-2003). Voor deze rol werd zij in 2002 en 2003 genomineerd voor een British Soap Award in de categorie Beste Actrice. Hierna speelde zij nog diverse rollen in televisieseries en films, zij is verder bekend van haar rol als Rainie Cross in de televisieserie EastEnders waar zij al in 385 afleveringen speelde (2007-heden).
Franks is naast actrice ook oprichtster van de film- en theaterproductiebedrijf Stock-pot Productions.

## Filmografie

### Films
Uitgezonderd korte films.
- 2022 My Love Affair with Marriage - als lerares (stem)
- 2017 Aux - als Jane Dale
- 2017 We Still Steal the Old Way - als gouverneur Pryce
- 2016 Moon Dogs - als Pam
- 2013 The Magnificent Eleven - als Claire
- 2012 Liz & Dick - als Sybil Burton
- 2011 Island - als Ruby
- 2005 Chromophobia - als Christine

### Televisieseries
Uitgezonderd eenmalige gastrollen.
- 2007-2022 EastEnders - als Rainie Cross - 385 afl.
- 2017-2019 Porters - als Jane Bison - 6 afl.
- 2016-2018 Mum - als Carol - 3 afl.
- 2018 Silent Witness - als Jackie Emmans - 2 afl.
- 2015-2017 Chewing Gum - als Mandy - 5 afl.
- 2013-2015 Broadchurch - als Lucy Stevens - 12 afl.
- 2010-2011 Hotel Trubble - als Dolly - 26 afl.
- 2006-2009 Pulling - als Karen - 13 afl.
- 2008 The Cup - als Sandra Farrell - 6 afl.
- 2004-2005 The Bill - als DCI Morell - 22 afl.
- 2000-2003 Family Affairs - als Karen Ellis - 147 afl.

### Filmproducente/Scenarioschrijfster
- 2007 One Day - korte film
- 2004 Missing - korte film

- Library of Congress Control Number: no2013019434
- Virtual International Authority File: 296165714
- WorldCat: E39PBJkXBvgwQfwtrmqgQKWdQq